# Zoltán Ambrus
Dans le nom hongrois Ambrus Zoltán, le nom de famille précède le prénom, mais cet article utilise l’ordre habituel en français Zoltán Ambrus, où le prénom précède le nom.
Zoltán Ambrus ([ˈzoltaːn], [ˈɒmbɾuʃ]), né le 22 février 1861 à Debrecen et décédé le 28 février 1932 à Budapest, était un critique et écrivain hongrois, membre de l'Académie hongroise des sciences.